# Крістін Госсе
Крістін Госсе (фр. Christine Gossé, 26 жовтня 1964) — французька академічна веслувальниця.
Бронзова призерка Олімпійських Ігор 1996 року в складі розпашної двійки без стернової, учасниця 1984, 1988, 1992 років.
Чемпіонка світу 1993, 1994 років у складі розпашної двійки без стернової, бронзова призерка 1995 року в складі розпашної двійки без стернової.